# Podział administracyjny Torunia
Podział administracyjny Torunia – podział miasta Torunia na jednostki administracyjne podległe władzom miasta.
Toruń jest podzielony na części. Obowiązujący podział miasta na części Rada Miasta Torunia wprowadziła w 2005 roku. Podział ten został przyjęty Ministerstwo Spraw Wewnętrznych i Administracji. Części miasta Torunia to: Barbarka, Bielany, Bielawy, Bydgoskie Przedmieście, Chełmińskie Przedmieście, Czerniewice, Glinki, Grębocin nad Strugą, Jakubskie Przedmieście, Kaszczorek, Katarzynka, Koniuchy, Mokre, Na Skarpie, Piaski, Podgórz, Rubinkowo, Rudak, Rybaki, Stare Miasto, Starotoruńskie Przedmieście, Stawki, Winnica, Wrzosy.
Przy tworzeniu jednostek pomocniczych gminy (rad okręgu) wprowadzono inny podział, obejmujący trzynaście obszarów (nazywanych również osiedlami bądź okręgami): Bielawy-Grębocin, Bydgoskie, Chłemińskie, Czerniewice, Jakubskie-Mokre, Kaszczorek, Podgórz, Rubinkowo, Rudak, Skarpa, Staromiejskie, Stawki, Wrzosy. W każdym z tych obszarów powstały rady okręgów, które są wybierane przez torunian. Podział na jednostki pomocnicze gminy wprowadzono w czerwcu 1997 roku.